# Эдмонтонская и Западно-Канадская епархия
Э́дмонтонская и За́падно-Кана́дская епа́рхия — бывшая епархия Русской православной церкви заграницей, охватывавшая территорию Западной Канады.

## История
В ноябре 1935 года на Архиерейском Соборе РПЦЗ в Сремских Карловцах было принято «Временное положение о Русской Православной Церкви Заграницей», по которому возглавлявшийся митрополитом Феофилом (Пашковским) Митрополичий округ в Северной Америке воссоединялся с РПЦЗ с признанием его автономии. В состав округа вошли епархии РПЦЗ в США и Канаде. В мае 1936 года в Питтсбурге состоялся объединенный Собор русских православных архиереев в Северной Америке, который в том числе образовал Западноканадскую епархию во главе с епископом Иоасафом (Скородумовым). В 1937 году кафедральным центром Западноканадской епархии стал город Эдмонтон. В 1938 году епископ Иоасаф приобрёл в Эдмонтоне здание бывшей протестантской церкви, где был устроен кафедральный собор во имя благоверного великого князя Владимира, основано архиерейское подворье.
Постановлением Архиерейского Собора Североамериканского митрополичьего округа в июне 1940 года была образована Канадская епархия с центром в Эдмонтоне, включившая приходы на всей территории страны.
По решению Мюнхенского Архиерейского Собора Зарубежной Церкви Монреальская кафедра была снова выделена из Эдмонтонской в 1947 году.
Митрополит Анастасий (Грибановский) на архиерейском соборе 1953 года так оценил положение епархии:

Западно-Канадская епархия, находилась может быть в еще более трудных условиях, чем Восточно-Канадская, ибо в ней меньше новых переселенцев, старые же жители очень разбросаны, не составляют крупных приходских единиц и с трудом обслуживаются слишком малочисленным клиром. Правда, с 1950 г., состав его увеличился шестью священниками, но это все-таки недостаточно для обслуживания всех центров. Трудности Западно-Канадской епархии усугубляются, кроме некоторого духовного одичания части паствы от недостатка духовенства, еще наличием богатой раскольничьей украинской церковной организации, возглавляемой Митрополитом Иларионом Огиенко. К сожалению, вследствие трудности получения канадской визы, Западно-Канадская епархия долго оставалась без епископа, после отъезда в Аргентину Преосвященного Иоасафа. Некоторое время дела по ее управлению легли на игумена Серафима, а затем администратором ее, до прибытия Преосвященного Пантелеимона, был Архимандрит Антоний, проявлявший много усердия, но не бывший, конечно, в состоянии вполне заменить епископа. Преосвященный Пантелеимон прибыл только в нынешнем году, но за этот короткий срок уже успел многое там упорядочить.

23 августа 1957 года Западная и Восточная Канада были объединены в одну епархию с кафедрой в Монреале под руководством архиепископа Виталия (Устинова).
Для управления приходами Западной Канады был назначен викарный епископ Эдмонтонский Савва (Сарачевич), архиерейская хиротония которого состоялась 28 сентября 1958 года. После того как в сентябре 1971 года епископ Савва ушёл на покой, новых назначений на Эдмонтонскую викарную кафедру не последовало.

## Епископы
Западно-Канадская епархия
- Иоасаф (Скородумов) (29 мая 1936 — 23 июля 1951)
  - Антоний (Медведев) (24 сентября 1951 — ноябрь 1952) в/у, архимандрит
- Пантелеимон (Рудык) (24 сентября 1951 — 26 февраля 1954)
- Афанасий (Мартос) (1954) на кафедре не был, так как власти не дали разрешения на въезд в страну.
- Виталий (Устинов) (1954 — 23 августа 1957)

Эдмонтонское викариатство Монтреальской епархии
- Савва (Сарачевич) (28 сентября 1958 — 30 января 1973)

Западно-Канадская епархия
- Кирилл (Дмитриев) (2001 — 14 мая 2008)